# 奈良市立三笠中学校
奈良市立三笠中学校（ならしりつみかさちゅうがっこう）は、奈良県奈良市三条川西町にある公立中学校。ユネスコスクールとして認定されている。

## 校区
通学区域は以下の通りである。
- 奈良市立大宮小学校通学区域
- 奈良市立佐保川小学校通学区域
- 奈良市立大安寺西小学校通学区域
- 奈良市立椿井小学校通学区域の一部（鵲町、高畑町の一部、中院町、鶴福院町、不審ヶ辻子町を除く）

## アクセス
- 近鉄奈良線新大宮駅より1.2km[2]。
- JR線奈良駅より1.5km[2]。

## 出身者
- 明石家さんま（お笑いタレント、1968年入学、1971年卒業）[3]
- 三戸なつめ（タレント、2002年入学、2005年卒業）
- 坂口愛美（アナウンサー、2002年入学、2005年卒業）

## 校区が隣接している学校
- 奈良市立飛鳥中学校
- 奈良市立春日中学校
- 奈良市立都跡中学校
- 奈良市立平城中学校
- 奈良市立平城東中学校
- 奈良市立若草中学校